# 立石隧道
立石隧道（たていしずいどう）は、香川県高松市と木田郡三木町を結ぶ全長119.7mのトンネルである。高松市側の麓にある集落名から通称、中村トンネル（なかむらトンネル）とも呼ばれる。

## 概要
高松市牟礼町原字中村と木田郡三木町大字井上字立石を結ぶ手掘り（素彫り）トンネルである。普通車以下であれば自動車の通行は可能であるが、自動車同士の対向はトンネル自体も前後の山道の区間共に不可能である。新立石トンネルの旧道ではあるが、路面は舗装されておりある程度の管理も行われている。
岩盤が露出した手掘りのトンネルであり、隧道内には照明設備は設置されていない。また両地区の坑口および周辺域は木々が生い茂っていて幅員も狭いため、三木町および高松市側県道より隧道へのアプローチ道に入った後は、中型自動車以上の通り抜けおよび小型自動車・軽自動車(二輪車のみ除く)を含めた自動車の対向をかわす事がほぼ不可能となっている。また隧道の前後数百メートルの道路は生い茂った木々と迫る崖のために昼間でも薄暗く道も左右に湾曲(カーブ)している。
以前は三木町側の坑口に道祖神地蔵が祀られ、牛の墓が存在していたが、1990年11月30日以降これらの塚および石碑類は新道として整備され供与が開始された新立石トンネルへと移動されている。もとより、これら地蔵や牛の墓は地元住民によって管理・信仰され続けていたものである。なお、高松市側の坑口には監視カメラと警告看板が設置されている。

## 歴史

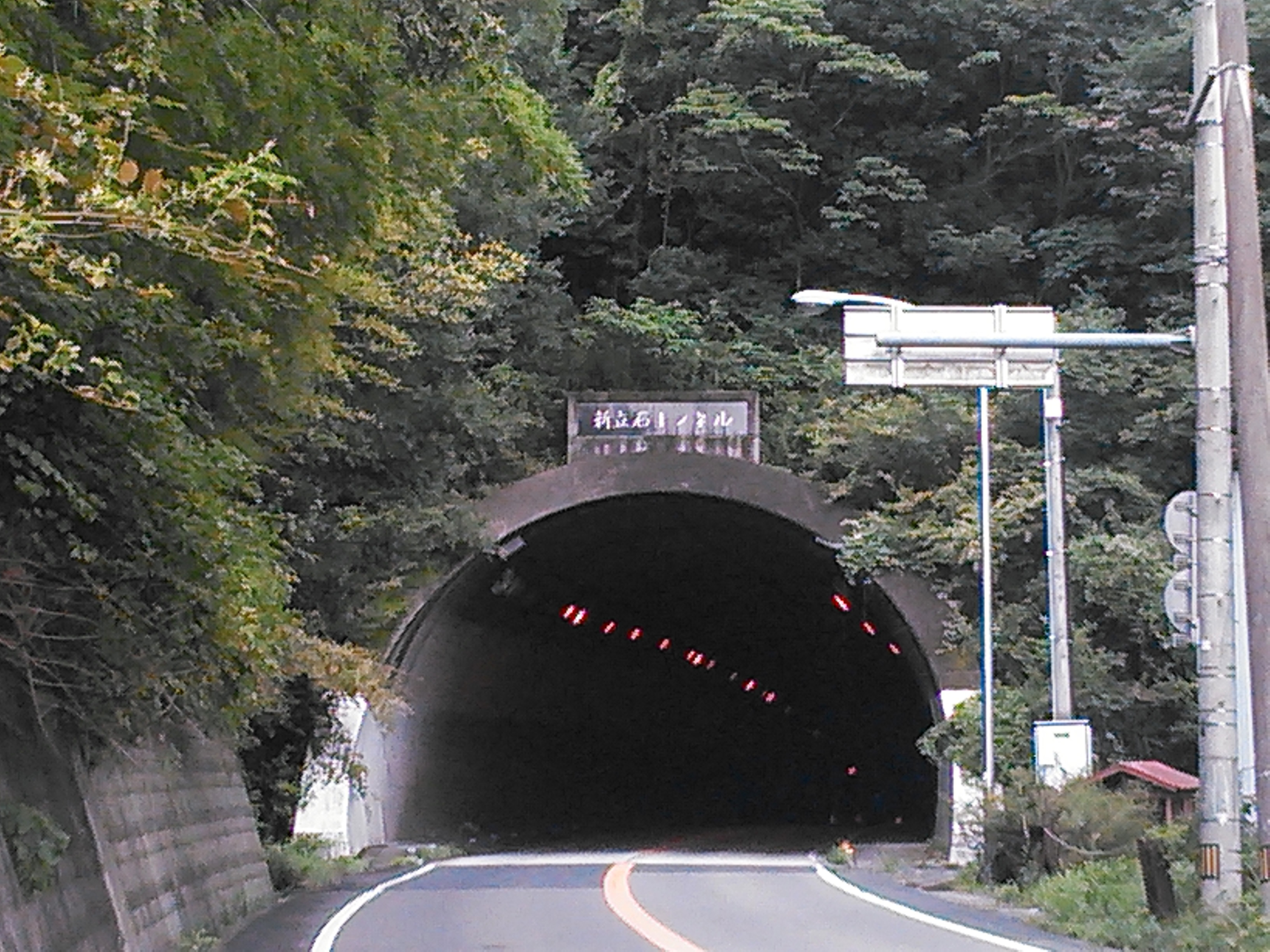
新立石トンネル

原村（現・高松市牟礼町原）と井上村（現・三木町大字井上）間は前田山から連なる立石山などの山岳に阻まれていた。そのため、この地域の内陸部から瀬戸内海に抜けるには武道（ぶどう）峠を超えて前田から屋島へと抜けるか、トンネルの東側にある峰堂（むねんどう）峠を越えるか、もしくは旧三木牟礼線を平井地区（正確には平木駅近辺）まで南下して長尾街道まで出てから長尾まで大きく迂回して志度へと抜けなければならないなど、この間の交通は非常に不便なものであった。
その区間の交通を向上させる目的で作られたのが当トンネルである。郷土史によると、トンネル工事にあたっては峠付近にあった集落の住民たちが総出で協力をしたとされている。後世になると坑口がコンクリート巻きになるなど、生活道路として一定の管理が施されてきた。
しかし、その竣工時期などは長らく不明とされ、一説には明治以前より存在したとも言われていたが、2016年に付近の民家にて保管されていた竣工碑が発見され1943年（昭和18年）3月の竣工である事が明らかになった。なお同竣工碑は2017年5月に高松東ファクトリーパーク三木町側ポンプ場の前に新設された高松自動車道2車線事業竣工碑の隣に移転再築された。
1990年（平成2年）11月30日、西側に「新立石トンネル」（香川県道38号三木牟礼線）が開通し供与が開始されたため、当トンネルはその旧道となり、地元住民を含め日常的に利用されることはほとんど無くなった。
2004年10月20日に上陸した台風23号の被害で高松市側のアクセス道路で土砂災害があり、1年以上通行止めになっていた。

## 路線データ
- 延長：119.7m（高松市部分：76.1m、三木町部分：43.6m）
- 高さ：3.2 - 3.5m
- 幅員：3.0 - 4.1m
- 道路管理者：高松市（高松市道平木線）、三木町（三木町道立石東線）
- 交通規制
  - 高さ制限：3.2m